# روبرت خان (ملحن)
روبرت خان (بالألمانية: Robert Kahn)‏ هو ملحن وعازف بيانو ألماني، ولد في 21 يوليو 1865 في مانهايم في ألمانيا، وتوفي في 29 مايو 1951 في Biddenden ‏ في المملكة المتحدة.

## وصلات خارجية
- روبرت كان على موقع ميوزك برينز (الإنجليزية)
- روبرت كان على موقع ديسكوغز (الإنجليزية)